# Melleruds pastorat
Melleruds pastorat i Dalslands kontrakt och Melleruds kommun bildades 2013.
Pastoratet omfattade:
- Holms församling
- Örs församling
- Skålleruds församling
- Bolstads församling

1 januari 2025 uppgick dessa församlingar i den nybildade Melleruds församling, som då kom att utgöra ett enförsamlingspastorat med bibehållen pastoratskod
Pastoratskod är 091008